# Provinz Antonio Raymondi
Die Provinz Antonio Raymondi (alternative Schreibweise: Provinz Antonio Raimondi) ist eine der 20 Provinzen, welche die Region Ancash in Peru bilden. In dem 561,61 km² großen Gebiet lebten im Jahre 2017 13.650 Menschen. Im Jahr 1993 lag die Einwohnerzahl bei 18.912, im Jahr 2007 bei 17.059. Verwaltungssitz der Provinz ist Llamellín. Die Provinz wurde nach dem italienisch-peruanischen Geographen Antonio Raimondi benannt.

## Geographische Lage
Die Provinz liegt am Osthang der peruanischen Westkordillere. 45 km weiter westlich erhebt sich der Hauptkamm der vergletscherten Cordillera Blanca. Im Nordosten bildet der Oberlauf des Río Marañón sowie im Osten dessen Nebenfluss Río Puchca die Provinzgrenze. Der nordwestliche Teil der Provinz wird von der Quebrada Pañoragra, einem weiteren Nebenfluss des Río Marañón, durchflossen. Der niedrigste Punkt der Provinz liegt auf einer Höhe von etwa 2000 m. Die höchsten Berge erreichen Höhen von über 4600 m.
Die Provinz  Antonio Raymondi grenzt im Nordosten an die Region Huánuco, im Westen an die Provinz Carlos Fermín Fitzcarrald und im Süden an die Provinz Huari.

## Verwaltungsgliederung
Die Provinz Antonio Raymondi besteht aus den folgenden sechs Distrikten. Der Distrikt Llamellín ist Sitz der Provinzverwaltung.
| Distrikt           | Verwaltungssitz    |
| ------------------ | ------------------ |
| Aczo               | Aczo               |
| Chaccho            | Chaccho            |
| Chingas            | Chingas            |
| Llamellín          | Llamellín          |
| Mirgas             | Mirgas             |
| San Juan de Rontoy | San Juan de Rontoy |